# Lijst van beelden in Grave
Dit is een (onvolledige) chronologische lijst van beelden in Grave. Onder een beeld wordt hier verstaan elk driedimensionaal kunstwerk in de openbare ruimte van de Nederlandse gemeente Grave, waarbij beeld wordt gebruikt als verzamelbegrip voor sculpturen, standbeelden, installaties, gedenktekens en overige beeldhouwwerken.
Voor een volledig overzicht van de beschikbare afbeeldingen zie: Beelden in Grave op Wikimedia Commons.
| Geplaatst | Omschrijving | Kunstenaar                               | Straat                                                                                    | Plaats   | Materiaal          | Afbeelding |
| --------- | --- | ---------------------------------------- | ----------------------------------------------------------------------------------------- | -------- | ------------------ | ---------- |
| 1663      | gevelsteen met het wapen van Philipp Wilhelm van Palts-Neuburg, heer van Ravenstein                                                    | onbekend                                 | Basilius van Bruggelaan (op de voorgevel van het Kapucijnenklooster Emmaüs)               | Velp     | steen              |            |
| 1688      | timpaan op de Hampoort met de wapens van de Republiek der Verenigde Nederlanden en van stadhouder Willem III Hendrik, prins van Oranje | onbekend                                 | Sint Elisabethstraat (op de landzijde van de Hampoort)                                    | Grave    |                    |            |
| ca. 1700  | Heilige Maria met kind | onbekend                                 | Basilius van Bruggelaan (op de voorgevel van het Kapucijnenklooster Emmaüs)               | Velp     | steen              |            |
| 1798      | waterpomp |                                          | Markt                                                                                     | Grave    |                    |            |
| 1927      | Heilig Hartbeeld | Jan Custers                              | Bronkhorstweg (op de kruising met de Pastoor Loefsweg)                                    | Velp     |                    |            |
| ca. 1930  | Heilig Hartbeeld | onbekend                                 | Burgemeester de Bourbonplein (voor de Sint Lambertuskerk)                                 | Escharen |                    |            |
| 1946      | Burgemeester Ficq | F. Vervoordeldonk                        | Hoofdwagt (op de muur van het pand naast het voormalige stadhuis - niet meer aanwezig)    | Grave    | natuursteen        |            |
| 1947      | Maria, Hoge Hertogin van Brabant | Peter Roovers                            | Arnoud van Gelderweg (in de mariakapel op de hoek met de Sint Elisabethstraat)            | Grave    | tufsteen           |            |
| 1948      | Heilig Hartbeeld | onbekend                                 | Basilius van Bruggelaan (op de muur van de kapel van het Ursulinenklooster Sint Alfonsus) | Velp     | steen              |            |
| 1948      | St Jozefzorg | onbekend                                 | Basilius van Bruggelaan (op de muur van de kapel van het Ursulinenklooster Sint Alfonsus) | Velp     | steen              |            |
| ca 1950   | Monument voor generaal-majoor Andreas de Bons                                                                                          | Jacques Maris,1950, Sandra van Riet 2022 | Generaal de Bonsweg 1, Generaal De Bonskazerne                                            | Grave    | baksteen, keramiek |            |
| 1958      | Maria | onbekend                                 | Kapellaan (in de kapel bij de kruising met de Heihoekseweg en de Graafsedijk)             | Gassel   |                    |            |
| 1964      | Mobilisatie-monument | Jan Ketterings                           | Infirmerie                                                                                | Grave    | brons              |            |
| 1986      | Pomp als gedenkteken voor burgemeester Louis de Bourbon                                                                                | onbekend                                 | Burgemeester de Bourbonplein                                                              | Escharen |                    |            |
| 1986      | monument ter nagedachtenis aan de Zusters van Liefde van Onze Lieve Vrouw, Moeder van Barmhartigheid                                   | onbekend                                 | Oliestraat (op de muur van het voormalige kloosterhospitaal)                              | Grave    | steen              |            |
| 1987      | Monument aan de Maaskade | Marcel Julius Joosen                     | Maaskade                                                                                  | Grave    | brons              |            |
| 1987      | Cider white | Albert Sanders                           | Hoofdwagt (op de muur van het voormalige stadhuis)                                        | Grave    | brons              |            |
| 1989      | zonder titel | Jan van den Dobbelsteen                  | Sint Elisabethstraat (tegen het gewelf van de Hampoort)                                   | Grave    | brons              |            |
| 1994      | Bevrijdingsteken | Robert Melsen                            | Mars en Wijthdijk                                                                         | Grave    | aluminium          |            |
| 2002      | Jan Hondong monument | Jan Ketterings                           | Hoofschestraat (op het huis op de hoek met de Bagijnenstraat)                             | Grave    | brons              |            |
| 2006      | Begijn van Grave | Jef Martens                              | Infirmerie (bij de Protestantse kerk)                                                     | Grave    |                    |            |
| 2007      | G.W. Lovendaal monument | Jan Ketterings                           | Boreel de Mauregnaultstraat                                                               | Grave    | brons              |            |
| 2009      | Burgemeester Ficq | Anna van der Horst                       | Arnoud van Gelderweg (in het stadhuis)                                                    | Grave    | brons              |            |
|           | reliëf van de Heilige Familie | onbekend                                 | Havenstraat (op het kerkhof van de Franse paters)                                         | Grave    |                    |            |
|           | reliëf van Jan Wier | onbekend                                 | Markt                                                                                     | Grave    |                    |            |
|           | reliëf |                                          | Markt                                                                                     | Grave    |                    |            |
|           | gevelsteen |                                          | Rogstraat                                                                                 | Grave    |                    |            |
|           | gevelsteen Den Prince van Orangien |                                          | Oliestraat                                                                                | Grave    |                    |            |
|           | gevelsteen Moriaan |                                          | Hamstraat                                                                                 | Grave    |                    |            |
|           | gevelsteen In den Bonten Os |                                          | Hamstraat                                                                                 | Grave    |                    |            |
|           | gevelsteen Den Salm |                                          | Klinkerstraat                                                                             | Grave    |                    |            |
|           | gevelsteen met gekroonde pauw |                                          | Rogstraat                                                                                 | Grave    |                    |            |
|           | gevelsteen 't Root Peert |                                          | Rogstraat                                                                                 | Grave    |                    |            |
|           | gevelsteen steigerend paard |                                          | Maasstraat                                                                                | Grave    |                    |            |
|           | reliëf ter nagedachtenis aan Jean Berthier                                                                                             | onbekend                                 | Ruyterstraat (op de muur van de oude kazerne)                                             | Grave    | steen              |            |
|           | Gaper |                                          | Rogstraat                                                                                 | Grave    | steen              |            |
|           | gedenksteen Hoog water in de Maas 1977                                                                                                 |                                          | Hoofschestraat                                                                            | Grave    |                    |            |
|           | plaquette Sociëteit |                                          | Het Kasteel (op de muur van de Sociëteit)                                                 | Grave    |                    |            |
|           | borstbeeld Midas |                                          | Brugstraat                                                                                | Grave    |                    |            |
|           | Sint Jacob als pelgrim |                                          | Rogstraat                                                                                 | Grave    |                    |            |
|           | reliëf | onbekend                                 | Basilius van Bruggelaan (op de voorgevel van het Kapucijnenklooster Emmaüs)               | Velp     |                    |            |
|           | Heilige Koenraad van Parzham | Charles Vos                              | Basilius van Bruggelaan (op de voorgevel van het Kapucijnenklooster Emmaüs)               | Velp     |                    |            |
|           | Christus aan het kruis | onbekend                                 | Gentstraat (op de begraafplaats achter de Sint Johannes de Doperkerk)                     | Gassel   |                    |            |
|           | Dijkwerkers | onbekend                                 | Provinciale weg                                                                           | Gassel   |                    |            |
|           | haan | onbekend                                 | Sint Elisabethstraat (in het park voor Visio - niet meer aanwezig)                        | Grave    |                    |            |
|           | klokkentoren | onbekend                                 | Sint Elisabethstraat (in het park voor Visio)                                             | Grave    |                    |            |
|           | vogel | onbekend                                 | Arnoud van Gelderweg (voor het stadhuis)                                                  | Grave    |                    |            |
|           | onbekend | onbekend                                 | Beukenstraat (in het plantsoen)                                                           | Velp     |                    |            |
| [ 12 ]    | onbekend | onbekend                                 | Waaiwielpad (bij het bruggetje over de sloot nabij de Hoornbloem)                         | Grave    |                    |            |
|           | Plaquette voor Adrianus Johannes Maria Kanters                                                                                         |                                          | Klinkerstraat 21                                                                          | Grave    |                    |            |